# John Prchlik
John George Prchlik (* 20. Juli 1925 in Cleveland, Ohio, USA; † 31. Dezember 2003 in Fairfield Glade, Tennessee) war ein amerikanischer American-Football-Spieler. Er spielte unter anderem als Defensive Tackle in der National Football League (NFL) bei den Detroit Lions.

## Spielerlaufbahn

### Collegekarriere
John Prchlik studierte von 1943 bis 1948 an der Yale University. Sein Studium musste er aufgrund seines Wehrdienstes in der US Navy unterbrechen. Am College spielte Prchlik drei Jahre lang American Football, war aber auch als Ringer tätig. Aufgrund seiner sportlichen Leistungen wurde er in allen vier Studienjahren von seiner Universität ausgezeichnet. 1948 spielte er mit den College-All-Stars gegen den amtierenden NFL-Meister, die Chicago Cardinals. Im selben Jahr spielte er im East-West Shrine Game. In dem Spiel treffen zwei Auswahlmannschaften mit den besten College-Football-Spieler aufeinander.

### Profikarriere
Im Jahr 1947 wurde Prchlik durch die Boston Yanks in der 30. Runde an 277. Stelle gedraftet. Im folgenden Jahr wurde er durch die Cleveland Browns gedraftet, die in der NFL-Konkurrenzliga All-America Football Conference (AAFC) angesiedelt waren. Prchlik schloss sich 1949 jedoch den Detroit Lions an. Im Jahr 1951 übernahm Buddy Parker das Traineramt bei den Lions. Es gelang ihm, aus dem Team aus Detroit mit Spielern wie Jack Christiansen, Pat Harder oder Dick Stanfel eine Spitzenmannschaft zu formen. Gleichfalls im Jahr 1951 wurde Prchlik stellvertretender Mannschaftskapitän der Lions. 1952 konnte er mit seiner Mannschaft in die Play-offs und in das NFL-Endspiel einziehen. Im NFL-Endspiel wurden die Cleveland Browns mit 17:7 besiegt. Im folgenden Jahr konnten die Lions ihren Titel verteidigen und gewannen im NFL-Endspiel erneut gegen die Browns mit 17:16.
Nach dem Spieljahr 1953 beendete Prchlik seine Laufbahn.

## Nach der Laufbahn
Prchlik studierte während seiner Profilaufbahn Jura. Er arbeitete nach seiner Karriere 29 Jahre lang bei der Firma Ford in leitender Funktion. Er starb an Bauchspeicheldrüsenkrebs, seine Grabstätte ist unbekannt.